# Ventura, Kalifornija
Ventura (službeno: City of San Buenaventura) grad je u američkoj saveznoj državi Kaliforniji. Prema procjeni iz 2009. godine ima 108.787 stanovnika. Nalazi se u okrugu Ventura čije je i sjedište, oko 100 km zapadno od Los Angelesa.
Povijest Venture počinje godine 1782. kada je franjevac Junípero Serra osnovao misiju Svetog Bonaventure (špa. San Buenaventura), oko koje se u 19. stoljeću razvio grad. Daljnjem je razvitku pogodovalo plodno tlo, posebice pogodno za uzgoj citrusa, kao i nafta koja je vrhunac eksploatacije doživjela početkom 20. stoljeća. No, pravi je razvitak došao nakon 1959., kada je izgrađena autocesta 101, kojom je ovaj kraj povezan sa sjeverom i jugom (posebice je bitno bilo povezivanje s Los Angelesom). Posljedično, broj stanovnika narastao je sa 16.643, koliko ih je bilo 1950., na današnjih 108 tisuća.
Kao grad na obali Tihog oceana, Ventura je jedan od kalifornijskih centara ribarstva. Tu su poznati riblji restorani, a u luci je i veliki broj dućana.
Surfanje je aktivnost po kojoj je Ventura danas možda i najprepoznatljivija. Zahvaljujući velikim valovima, omiljeno je sastajalište surfera iz Kalifornije i cijeloga svijeta te se na plažama organiziraju i brojna natjecanja u surfingu.
Ispred obale Venture nalazi se nacionalni park Channel Islands, skupina od pet pacifičkih otoka oko kojih je ocean izuzetno bogat ribom.

## Vanjske poveznice
- Službena stranica (engl.)
- Stranica Turističke zajednice (engl.)

### Ostali projekti
|  | Zajednički poslužitelj ima još gradiva o temi San Buenaventura, Kalifornija |